# Gaumenpfeiferl

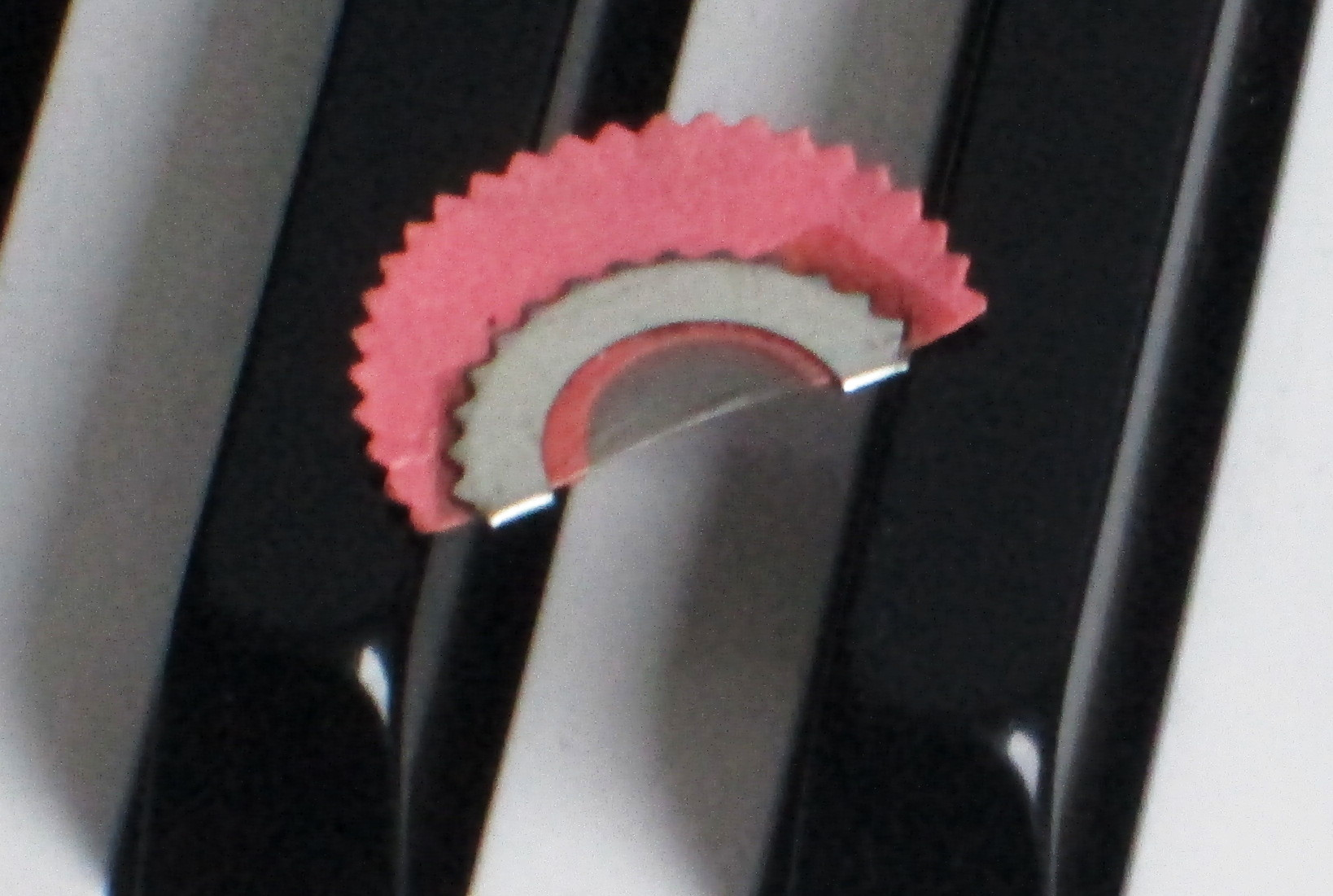
Gaumenpfeiferl

Ein Gaumenpfeiferl, auch Vogelpfeiferl, ist ein freies Mirliton, mit dem Vogelgezwitscher nachgeahmt werden kann. Es hat die Form eines Halbkreises (Durchmesser etwas mehr als zwei Zentimeter) und wird zwischen Zunge und Gaumen gespielt.

## Bauform
Ein Gaumenpfeiferl besteht aus einem runden, weichen Kartonblättchen, welches in der Mitte über ein Loch mit einem Durchmesser von ca. einem Zentimeter verfügt, einer dünnen, ca. 1 cm² großen Membran sowie einem Metallring, ebenfalls mit Zackenrand versehen, zur Verbindung aller Teile.
Das Kartonblättchen ist in der Mitte zu einem Halbkreis zusammengefaltet, darüber liegt die Membran, befestigt mit dem Metallring, indem dieser ebenfalls in einem Halbkreis über Kartonblättchen und Membran gebogen wird.

## Spielweise
Um mit dem Gaumenpfeiferl zu „zwitschern“, muss man es mit der geraden Seite nach vorne und mit der Membran nach unten auf die Zunge legen und kurz warten, bis der Karton vom Speichel aufgeweicht wurde. Nun hebt man es mit der Zungenspitze nach oben an den Gaumen und versucht eine Stelle zu finden, an der der Karton durch die Befeuchtung und die dadurch eingetretene Verformung gut hält. Der Mund wird leicht geöffnet und Luft nach draußen geblasen ähnlich einem „Sch“-Laut, wobei die Zunge während des Luftausstoßes ein Stückchen von dem Gaumenpfeiferl abgehoben wird. Um Variationen im Ton, also ein vogelähnliches Gezwitscher zu erreichen, kann man die Lippen bzw. die Zunge bewegen sowie die Intensität der Luftströmung beeinflussen.
Das Gaumenpfeiferl kann nach dem Pfeifen so oft und lange getrocknet und wiederverwendet werden, bis eines der Materialien (gefährdet ist dabei ganz speziell die Membran) Schaden erleidet.